# 愛情/can't hold me back
『愛情/can't hold me back』（あいじょう/キャント・ホールド・ミー・バック）は、日本の歌手、小柳ゆきの4枚目のシングル。

## 解説
- シングルとしては二番目に売れた作品となった。
- 小柳は本楽曲で第33回日本有線大賞にノミネートされたが、グランプリを受賞したのは、同じく小柳の「be alive」であった。
- 「愛情」に関して後に小柳は「高校生であった当時の思いをそのままぶつけて書きました。その頃はまだタイトルが決まっていなくて、後についたんですが、その時に『愛情』しか当てはまらないと思い、現在のタイトルになりました。」と語っている[2]。

## 収録曲
1. 愛情(5:38)
作詞:小柳ゆき・樋口侑、作曲・編曲:原一博
NTV系「ヤミツキ」エンディングテーマ
2. can't hold me back(5:26)
作詞:川村ヒロ、作曲：日高慶典、編曲:高木茂治
3. can't hold me back (neeza re-mix)(5:30)
4. 愛情 (Instrumental)(5:38)
5. can't hold me back (Instrumental)(5:26)
6. boy (H.N version)(5:22)
作詞:樋口侑、作曲・編曲:中崎英也
ボーナストラック

## 収録アルバム
愛情
- 『EXPANSION』
- 『MY ALL <YUKI KOYANAGI SINGLES 1999-2003>』
- 『The Best Now & Then 〜10th Anniversary〜』※アレンジ、新録音して収録
- 『THE BEST OF YUKI KOYANAGI ETERNITY 〜15th Anniversary〜』
- 『The Best of Yuki Koyanagi 2015 Here For You 〜Universal Selection〜』※『The Best Now & Then 〜10th Anniversary〜』収録の新録音されたもので収録

can't hold me back
- 『EXPANSION』
- 『MY ALL <YUKI KOYANAGI SINGLES 1999-2003>』
- 『THE BEST OF YUKI KOYANAGI ETERNITY 〜15th Anniversary〜』

boy
- 『FREEDOM』

## カバー（can't hold me back）
- 香港の歌手・俳優、蘇永康によって、「造福百萬人」というタイトルで広東語カバーされた（2001年、作詞は甄健強、編曲は黃庚）。